# Heleomyza pallidiceps
Heleomyza pallidiceps är en tvåvingeart som beskrevs av Blanchard 1852. Heleomyza pallidiceps ingår i släktet Heleomyza och familjen myllflugor. Inga underarter finns listade i Catalogue of Life.